# Bombardier Global Express
Global Express 5000 — це канадський бізнес-джет, він розроблений компанією Bombardier Aerospace. Також являється укороченою версією моделі Global Express.

## Основні характеристики
Позначення моделі: BD-700-1A11.
Двигуни: Два турбовентиляторні двигуни Rolls-Royce Deutschland BR710A2-20.
Швидкість: Максимальна крейсерська швидкість — 499 вузлів (близько 924 км/год).
Дальність: Близько 9300 км (5000 морських миль).
Місткість: До 19 пасажирів.
Кабіна: Сучасна електронна система салону (Cabin Electronic System), заснована на комп'ютерній мережі Ethernet — Airshow 21
Відмінності від Global Express:
Коротший фюзеляж на 0.813 метрів.
Зменшена дальність польоту на 2200 км (1200 морських миль).
Зменшена витрата палива, що дозволяє збільшити дальність польоту.

## Історія
Оголошений у жовтні 2001 року.
Введений в експлуатацію у квітні 2005 року.
Перший політ відбувся 7 березня 2003 року

## Інше
Літаки збираються у Торонто, а потім перелітають для остаточної збірки в інші міста.
Global 5000 був вперше представлений на авіашоу у Ле-Бурже в червні 2003 року.